# ما بعد البنائية

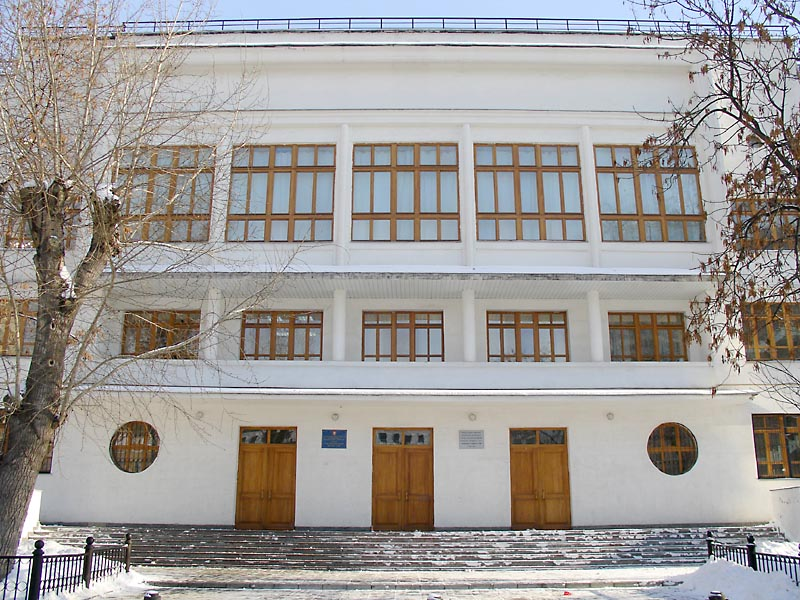
مدرسة مابعد بنائية في موسكو (1932–1936).

ما بعد البنائية (بالروسية: Постконструктивизм ؛ بالإنجليزية: Postconstructivism) هو طراز معماري انتقالي، ظهر في الاتحاد السوفيتي في ثلاثينيات القرن العشرين، وهو نموذج من بدايات العمارة الستالينية قبل الحرب العالمية الثانية.
قام المؤرخ المعماري سليم خان محمدوف بصياغة مصطلح «ما بعد البنائية»، لوصف انتقال إنتاج الفنانين الطليعيين (Avant-garde) إلى الحركة الكلاسيكية الحديثة بالعمارة الستالينية. ولقد حدد خان محمدوف فترة ما بين عامي 1932-1936 لوصف هذا الطراز، إلا أن فترة بناء المباني في هذا الطراز استغرقت وقتا أطول، لذا تم تمديدها إلى عام 1941. ويُعتبر المعمار إيليا غولوسوف أهم رواد هذا الطراز المعماري.

## جاليري

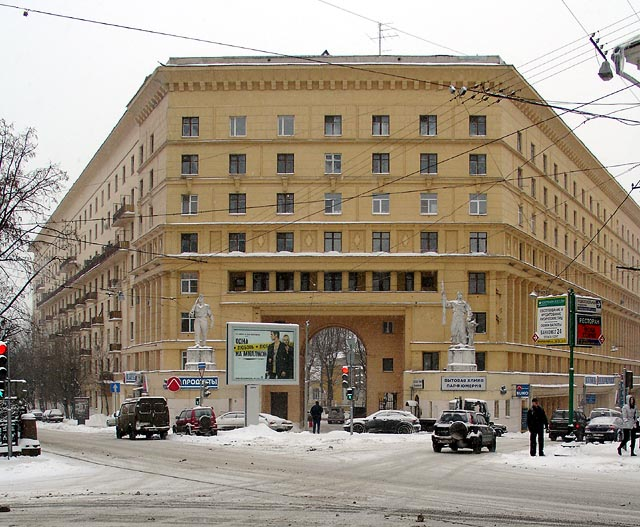
بوليفارد يوزيسكي، 1941
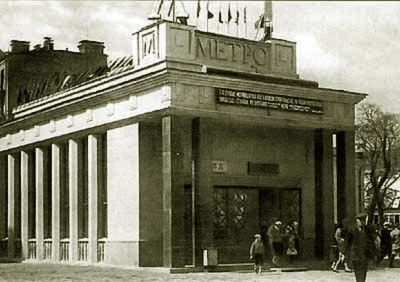
محطة مترو "بارك كولتوري"
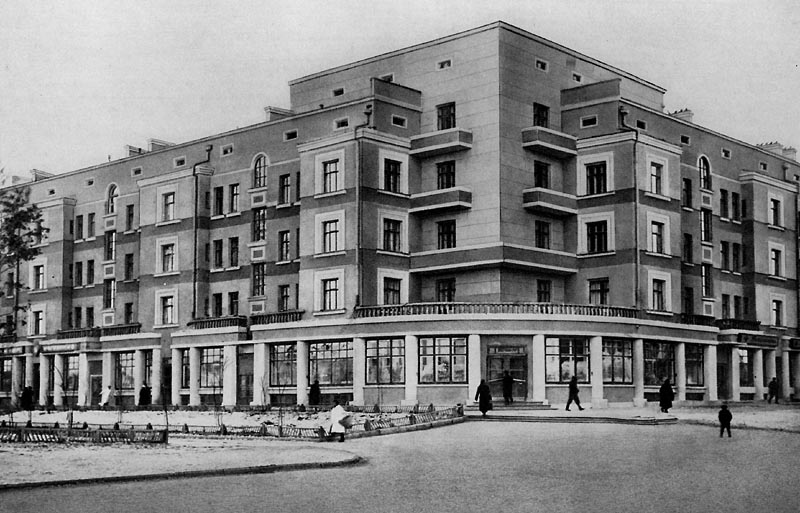
إسكان سفيردلوفسك، 1936

## وصلات خارجية
- محاضرة: البنائية وما بعد البنائية | Munin open research archive